# Nikolai Braschman
Nikolai Braschman (rus: Николай Дмитриевич Брашман)  (Rousínov, 14 de juny de 1796 - Moscou, 13 de maig de 1866 (Julià)) fou un matemàtic rus d'origen austríac, conegut pels seus treballs en mecànica.

## Vida i Obra
Braschman, procedent d'una família jueva humil, va estudiar a partir de 1815 a la universitat Tècnica de Viena i, després, a universitat de Viena pagant-se els seus estudis fent tutories. En graduar-se el 1821 va ser professor ajudant a la universitat un any, però el 1822 va marxar a Lemberg (actualment Lviv, Ucraïna) per a ser preceptor dels fills del príncep Yablonovsky.
El 1824 es traslladà a Sant Petersburg on va ser protegir de la princesa i salonniere Avdotia Ivanovna Golitsyna; durant un temps va freqüentar els ambients intel·lectuals de la capital.
El 1825 va obtenir un lloc docent a la universitat de Kazan on va coincidir amb Lobatxevski, amb que va mantenir estreta amistat. El 1834 fou nomenat professor de matemàtiques aplicades de la universitat de Moscou, càrrec que va mantenir fins a la seva jubilació el 1864.
Braschman va escriure diferents llibres de text sobre geometria analítica i mecànica, així com articles de hidràulica i sobre el principi de mínima acció. També va ser divulgador de les idees implícites en les geometries no euclidianes, fent afirmacions com, per exemple, que l'espai és una construcció relativa.
Va rebre el premi Demidov per la claredat i el rigor dels seus llibres. Va ser fundador de la Societat Matemàtica de Moscou i de la seva revista.